# Presidium van het Politbureau van de Koreaanse Arbeiderspartij

Symbool van de Koreaanse Arbeiderspartij

Het Presidium van het Politbureau van de Koreaanse Arbeiderspartij (Koreaans: 당중앙위원회 정치국 상무위원회) is in praktijk het hoogste bestuursorgaan van de Koreaanse Arbeiderspartij (CND) en formeel ondergeschikt aan het Politbureau van het Centraal Comité. Het Presidium, tot 1961 Permanent Comité genaamd, neemt beslissingen wanneer het Politbureau niet vergadert. Het Presidium vergadert wekelijks, het Politbureau maandelijks. Momenteel (2022) bestaat het Presidium van het Politbureau uit vijf leden. Het Presidium stemt globaal overeen met het Permanent Comité van het Politbureau van de Communistische Partij van China.

## Leden
| Lid | Lid                            | Lid sinds        | Andere posities |
| --- | ------------------------------ | ---------------- | --- |
|     | Kim Jong-un 김정은 (c. 1984)   | 11 april 2012    | - Secretaris-generaal van de Koreaanse Arbeiderspartij - Voorzitter van de Centrale Militaire Commissie - President van de Commissie voor Staatszaken - Opperbevelhebber van de Strijdkrachten |
|     | Choe Ryong-hae 최룡해 (*1950)  | 11 april 2012    | - Eerste vicepresident van de Commissie voor Staatszaken - Voorzitter van het Presidium van de Opperste Volksvergadering                                                                       |
|     | Ri Pyong-chol 리병철 (*1948)   | 13 augustus 2020 | - Secretaris van het Centraal Comité - Vicevoorzitter van de Centrale Militaire Commissie - Lid van de Commissie voor Staatszaken                                                              |
|     | Kim Tok-hun 김덕훈 (born 1962) | 13 augustus 2020 | - Premier |
|     | Jo Yong-won 조용원             | 10 januari 2021  | - Secretaris van het Centraal Comité - Lid van de Centrale Militaire Commissie |

## Verwijzingen
Juche · Sŏn’gun ·
Congres (8e Congres) · Centraal Comité (8e Centraal Comité) · Secretariaat · Centrale Militaire Commissie · Centrale Controle Commissie · Politbureau (8e Politbureau) ·
Presidium van het Politbureau van de Koreaanse Arbeiderspartij (Leden) · Secretaris-generaal van de Koreaanse Arbeiderspartij (Lijst)